# Gulfkrigssyndromet
Gulfkrigssyndromet avser en mängd olika fysiska och psykiska symptom som många veteraner från gulfkriget (1990–1991) lider av. Symptomen är mycket varierande från person till person, och det är inte klarlagt helt och hållet vad syndromet beror på. Amerikanska veteraner från kriget som lider av symptom har rätt till fria hälsoundersökningar och ersättning vid handikapp från staten.
Bland de teorier som förts fram kan nämnas följande:
- Förgiftning av utarmat uran från ammunition.
- Biverkningar från motgift mot nervgas.
- Metanolförgiftning från läskedrycker sötade med aspartam, som utsatts för hög värme i ökensolen.
- Vaccin mot mjältbrandsbakterien bacillus anthracis.